# Irlandia na Letnich Igrzyskach Olimpijskich Młodzieży 2010
Irlandię na Letnich Igrzyskach Olimpijskich Młodzieży w Singapurze w 2010 reprezentowało 25 sportowców w 8 dyscyplinach.

## Skład kadry

### Boks
- Ryan Burnett - kategoria 48 kg  złoty medal
- Joe Ward

### Hokej na trawie
Drużyna dziewcząt:
- Rebecca Barry
- Emily Beatty
- Chloe Brown
- Lucy Camlin
- Amy Cooke
- Leah Ewart
- Jenna Holmes
- Lisa McCartchy
- Kerri McDonald
- Antonia McGrath
- Lucy McKee
- Katherine Morris
- Kathryn Mullan
- Joanne Orr
- Amy-Kate Trevor
- Roisin Upton

### Lekkoatletyka
- Mark English
- Kate Veale

### Pięciobój nowoczesny
- Emily Greenan

### Tenis
- John Morrissey

### Triathlon
- Laura Casey

### Wioślarstwo
- Denise Walsh

### Żeglarstwo
- Sophie Murphy